# Jakob Jensen (født 1974)
 Der er flere personer med dette navn, se Jacob Jensen.
Jakob Jensen (født 1974) er en dansk departementschef, der siden 1. juni 2023 har været departementschef i Børne- og Undervisningsministeriet
Han er  tidligere departementschef i Beskæftigelsesministeriet og var administrerende direktør i Dansk Boldspil-Union fra 2020 til 2023.
Han er uddannet cand.scient.pol. fra Aarhus Universitet.

## Karriere
- Departementschef i Børne- og Undervisningsministeriet (2023-)
- Administerende direktør i Dansk Boldspil-Union (2020-2023)
- Departementschef i Beskæftigelsesministeriet (2017-2020)
- Afdelingschef i Beskæftigelsesministeriet (2014-2017)
- Beskikket censor (statskundskab, samfundsfag m.v.) ved CBS, samt Aarhus, Syddansk og Københavns Universiteter (2013-)
- Direktør for Styrelsen for Fastholdelse og Rekruttering (2012-2014)
- Afdelingschef i Ministeriet for Ligestilling og Kirke (2011-2012)
- Afdelingschef i Klima- og Energiministeriet (2010-2011)
- Ministerråd på den danske EU-repræsentation i Bruxelles (2008-2010)
- Kontorchef i Socialministeriet (2005-2007)
- Ledende ministersekretær i Ministeriet for Familie- og Forbrugeranliggender (2004-2005)
- Ministersekretær i Socialministeriet (2003-2004)
- Fuldmægtig i Socialministeriet (2001-2003)